# Danio
Danio, voorheen Brachydanio, is een geslacht van kleine karpers (Cyprinidae). Veel van de soorten binnen dit geslacht worden gebruikt door aquariumhobbyisten. De algemene Nederlandse naam danio wordt voor vissen binnen dit geslacht en het geslacht Devario gebruikt. 
De soorten Danio rerio en Danio dangila zijn beschreven in de 19e eeuw door Francis Hamilton, een chirurg die werkzaam was voor de Britse Oost-Indische Compagnie. Hamilton heeft ook het geslacht beschreven. De zebravis (Danio rerio) is de bekendste vertegenwoordiger van het geslacht die als modelorganisme een belangrijke rol speelt in wetenschappelijk onderzoek.

## Soorten
- Danio aesculapii Kullander & Fang, 2009
- Danio albolineatus (Blyth, 1860) – Gouddanio
- Danio choprae Hora, 1928
- Danio dangila (Hamilton, 1822)
- Danio erythromicron (Annandale, 1918)
- Danio feegradei Hora, 1937
- Danio jaintianensis (Sen, 2007)
- Danio kerri Smith, 1931
- Danio kyathit Fang, 1998
- Danio margaritatus (Roberts, 2007) – Hemelse pareldanio
- Danio meghalayensis Sen & Dey, 1985
- Danio muongthanhensis Nguyen, 2001
- Danio nigrofasciatus (Day, 1870)
- Danio quagga Kullander, Liao & Fang, 2009
- Danio quangbinhensis (Nguyen, Le & Nguyen, 1999)
- Danio rerio (Hamilton, 1822) – Zebravis
- Danio roseus Fang & Kottelat, 2000
- Danio tinwini Kullander & Fang, 2009
- Danio trangi Ngô, 2003